# Castillo de Lepe
El castillo de Lepe fue una construcción defensiva de la localidad de Lepe, provincia de Huelva, España. Se encontraba al norte de la plaza mayor de dicha localidad, actualmente denominada Plaza de España. Comprendía el espacio que hoy se ubica entre dicha plaza (sur) y las calles Feria (oeste), Real (norte) y Rodrigo Pérez de Acevedo (este). 
La fortaleza presentaba una planta cuadrangular con torres en las esquinas y a la mitad de los muros, con la torre mayor ubicada sobre la entrada. En el interior se encontraban las dependencias y un patio con pozo. 
La edificación del castillo tuvo lugar en algún momento indeterminado entre la época musulmana y la primera mitad del siglo XV. Se mantuvo en pie durante las siguientes centurias, como atestiguan diversos testimonios. A inicios del siglo XIX se encontraba en ruinas, quizás como consecuencia del Terremoto de Lisboa de 1755. 

## Descripción
El castillo era de planta cuadrangular, similar al castillo de Cartaya, y tenía torres en las esquinas y a la mitad de los muros. En el interior del recinto amurallado estaban las dependencias alrededor de un patio con pozo.
La entrada estaba dispuesta con un acceso en recodo y bien defendida, con una empalizada de madera, un rastrillo de madera y dos buhederas interiores. En 1498 el castillo disponía de 203 almenas entre sus ocho torres, dos de ellas desmochadas, y los lienzos de muralla, uno de ellos bajo tejado y con almenas hacia el exterior e interior.

## Historia

### Construcción
Las primeras menciones medievales de la villa de Lepe sugieren que esta localidad pudo pertenecer a la Orden del Temple hasta 1308-1309, cuando fue comprado por Alonso Pérez de Guzmán el Bueno, aunque no se menciona el castillo.

### SigloXV
En 1443 la fortaleza ya estaba construida y sirvió de refugio a Alonso Pérez de Guzmán, señor de Lepe, cuando su sobrino el conde de Niebla, Juan Alonso de Guzmán, le reclamó las villas de Lepe y Ayamonte en una disputa relativa a la cesión que el padre de este, el conde Enrique, autorizase sobre Alonso. El castillo cayó en manos del conde de Niebla, que además puso cerco a su tío Alonso en la localidad de Ayamonte. La intervención del infante Enrique hizo que el conde de Niebla levantase el cerco, aunque mantuvo el castillo en su posesión mientras el rey resolviese el conflicto.
En 1444 se reiniciaron las hostilidades entre ambos en el marco de la Guerra civil castellana de 1437-1445, en la que Alonso aprovechó que el conde de Niebla defendía Sevilla para recuperar Lepe. Pudo recuperar la villa de Lepe, pero no el castillo. El conde de Niebla marchó sobre Lepe, ante lo que Alonso quiso huir hacia Ayamonte de nuevo, pero fue apresado en el camino por tropas del conde y posteriormente encerrado en su cárcel de Vejer de la Frontera, donde el señor de Lepe reconoció en su testamento haber poseído indebidamente el señorío.
En 1454 Juan Alonso de Guzmán concedió en dote a Pedro de Zúñiga el señorío de Lepe, La Redondela y Ayamonte por su matrimonio con Teresa de Guzmán, hija del conde de Niebla y ya I Duque de Medina Sidonia. Teresa de Guzmán quiso establecer un mayorazgo a favor de su hijo Francisco de Zúñiga y en 1498 se llevó a cabo una tasación de los bienes del señorío, incluido el castillo de Lepe, que fue valorado en medio millón de maravedíes.

### Visitas al castillo (siglos XVI a XVIII)

Escudo de armas del Marquesado de Ayamonte

Hernando Colón a inicios del siglo XVI incluyó el Castillo de Lepe en su itinerario por los pueblos y ciudades por la península, dejando escrito lo siguiente sobre Lepe:

Lepe es lugar de dos mil vezinos e está en llano e tyene muy buena fortaleza e es del conde [de] Ayamonte, e está a medya legua pequeña de la mar e tiene un puerto que se llama la Ramada en tiene en derredor del lugar muchos higuerales e viñas.

El viajero alemán Diego Culbis visitó la villa de Lepe a finales del siglo XVI y afirmó sobre su fortaleza:

Tiene aquí el marqués un castillo o palacio lindísimo y harto fuerte, grande y quarteado de muchas hermosas habitaciones, donde suele aquí ordinariamente estar y morar (gran parte) del año.

El célebre poeta Luis de Góngora se alojó en el castillo entre marzo y abril de 1607, invitado por Francisco de Guzmán y Sotomayor, IV marqués de Ayamonte. Durante esta estancia escribió un romance, dos letrillas, diez sonetos y una canción; entre ellos el soneto dedicado a la Marquesa de Ayamonte y su hija, en Lepe:

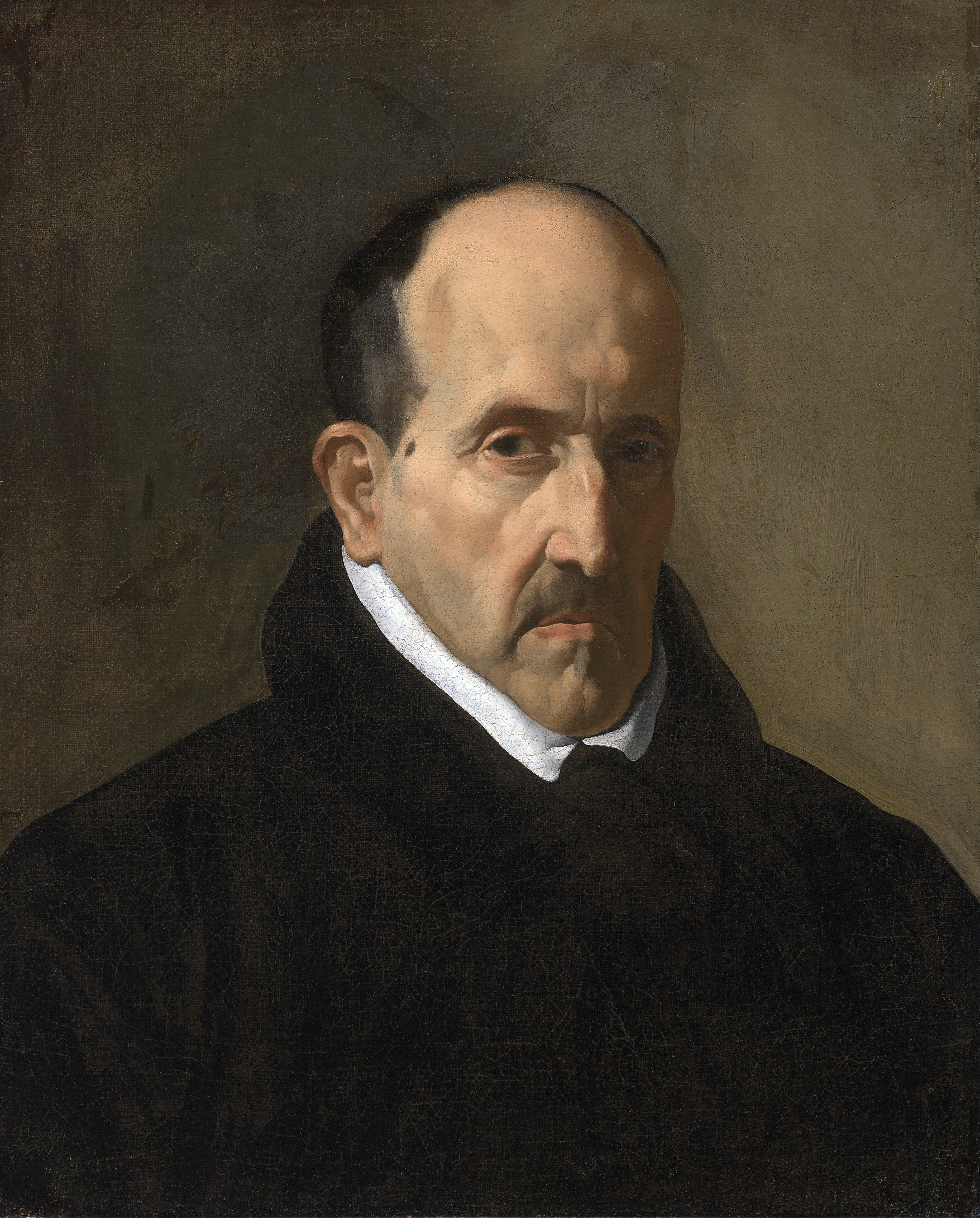
Luis de Góngora (1622), por Velázquez (Museo de Bellas Artes de Boston)

A los campos de Lepe, a las arenas
del abreviado mar en una ría,
extranjero pastor llegué sin guía,
con pocas vacas y con muchas penas.
Muro real, orlado de cadenas,
a cuyo capitel se debe el día,
ofreció a la turbada vista mía
el templo santo de las dos sirenas:
casta madre, hija bella, veneradas,
con humildad, de prósperos vaqueros,
con devoción, de pobres pescadores;
si ya a sus aras no les di terneros
dieron mis ojos lágrimas cansadas,
mi fe, suspiros, y mis manos, flores.

El visitador general del Arzobispado de Sevilla, Rodrigo Caro, publicó en 1634 una breve descripción de la villa de Lepe, en estos términos: 

Tiene la villa de Lepe oy setecientos vezinos, un castillo fuerte y antiguo, que es casa de los señores marqueses de Ayamonte.

Siglo y medio más tarde, entre 1785 y 1788, el párroco de Lepe remitió a Tomás López, a petición suya, un informe sobre las características de la población en el que menciona el castillo: 

En la plaza hay un castillo o casa fuerte, habitación antigua de los SS. Marqueses de ella.

### Decadencia y ruina (sigloXIX)

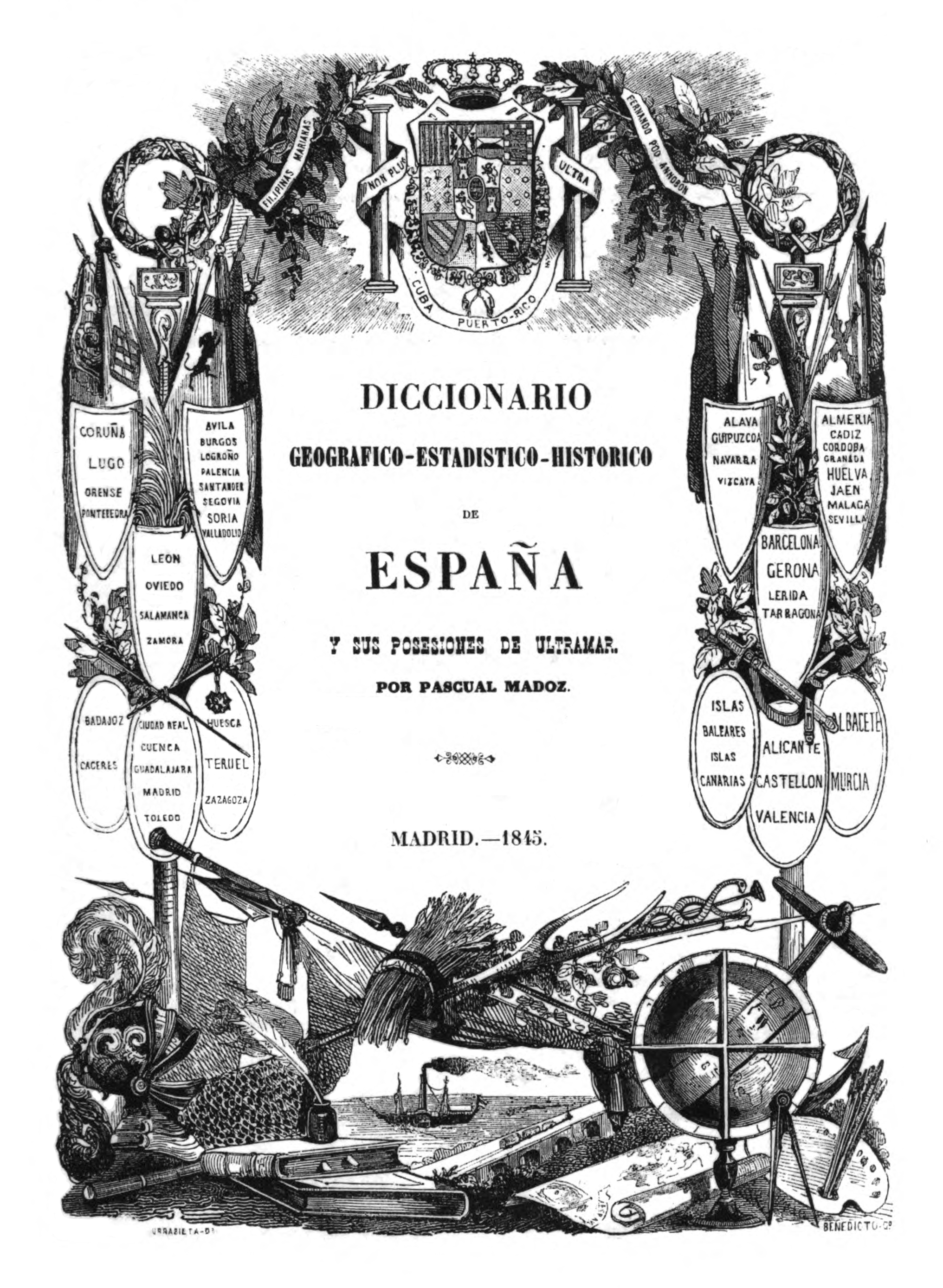
Portada del Diccionario geográfico-estadístico-histórico de España y sus posesiones de Ultramar. Publicado por Pascual Madoz en 1845.

Las siguientes referencias al castillo aluden a su estado ruinoso, como la carta de Juan Madrigal a la Real Academia de la Historia en 1803, en la que avisa de la inminente ruina de la fortaleza. Pascual Madoz, en su Diccionario geográfico-estadístico-histórico de España y sus posesiones de Ultramar (1845-1850) ubica al norte de la plaza «los muros arruinados del antiguo castillo».
El 28 de julio de 1847 el marqués de Astorga cedió los restos del castillo al Ayuntamiento de Lepe, a fin de que se construyesen casas sobre su solar a cambio de un canon anual de cien reales de vellón.
El arqueólogo e historiador Amador de los Ríos visitó Lepe en 1909 y señaló el terremoto de Lisboa como causa probable de la ruina del castillo, además de lamentar que la villa sufriese dos saqueos durante la guerra de la Independencia, en la que también se perdió el archivo municipal.

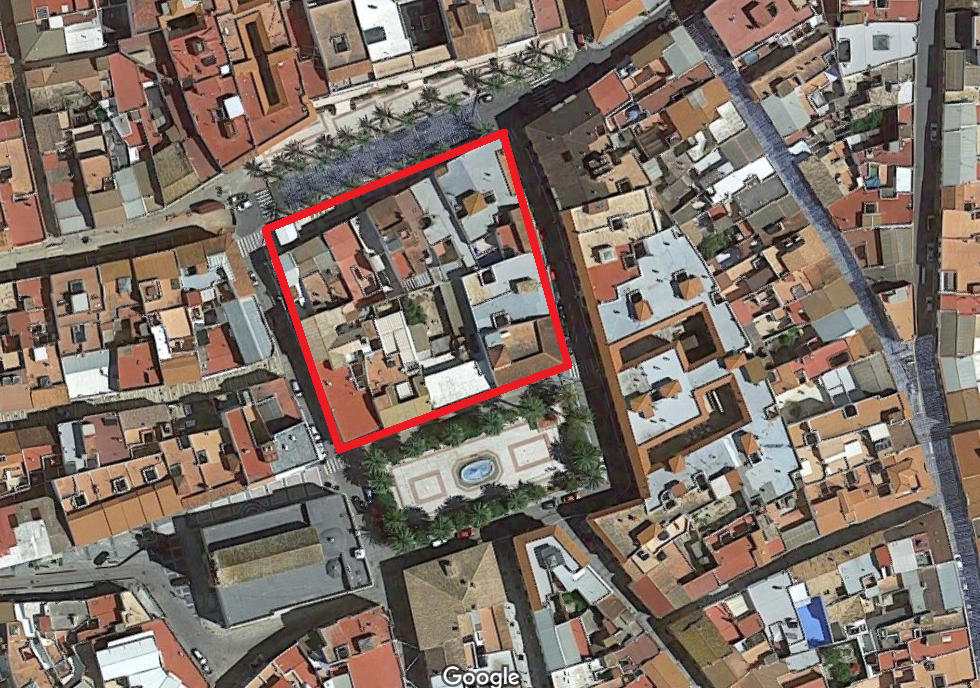
Ubicación del Castillo de Lepe sobre plano de la ciudad en 2020

En el siglo XXI no se conservan restos visibles de la fortaleza y sobre su ubicación se alza una manzana de casas particulares.

## En la cultura popular
En 2013 fue publicado el tebeo «La historia de Lepe en Cómic», de Tomás Rodríguez Villanueva, que incluye escenas sobre los pleitos entre el señor de Lepe y el conde de Niebla por la villa de Lepe, incluido el castillo.
El castillo de Lepe da nombre a la Casa Museo existente en esta ciudad desde 2021, impulsada por la Asociación Cultural Casa Museo Castillo de Lepe. Esta casa museo se ubica en la calle Rinconá 13, cerca de la ubicación del castillo medieval.